# Fritze Bollmann

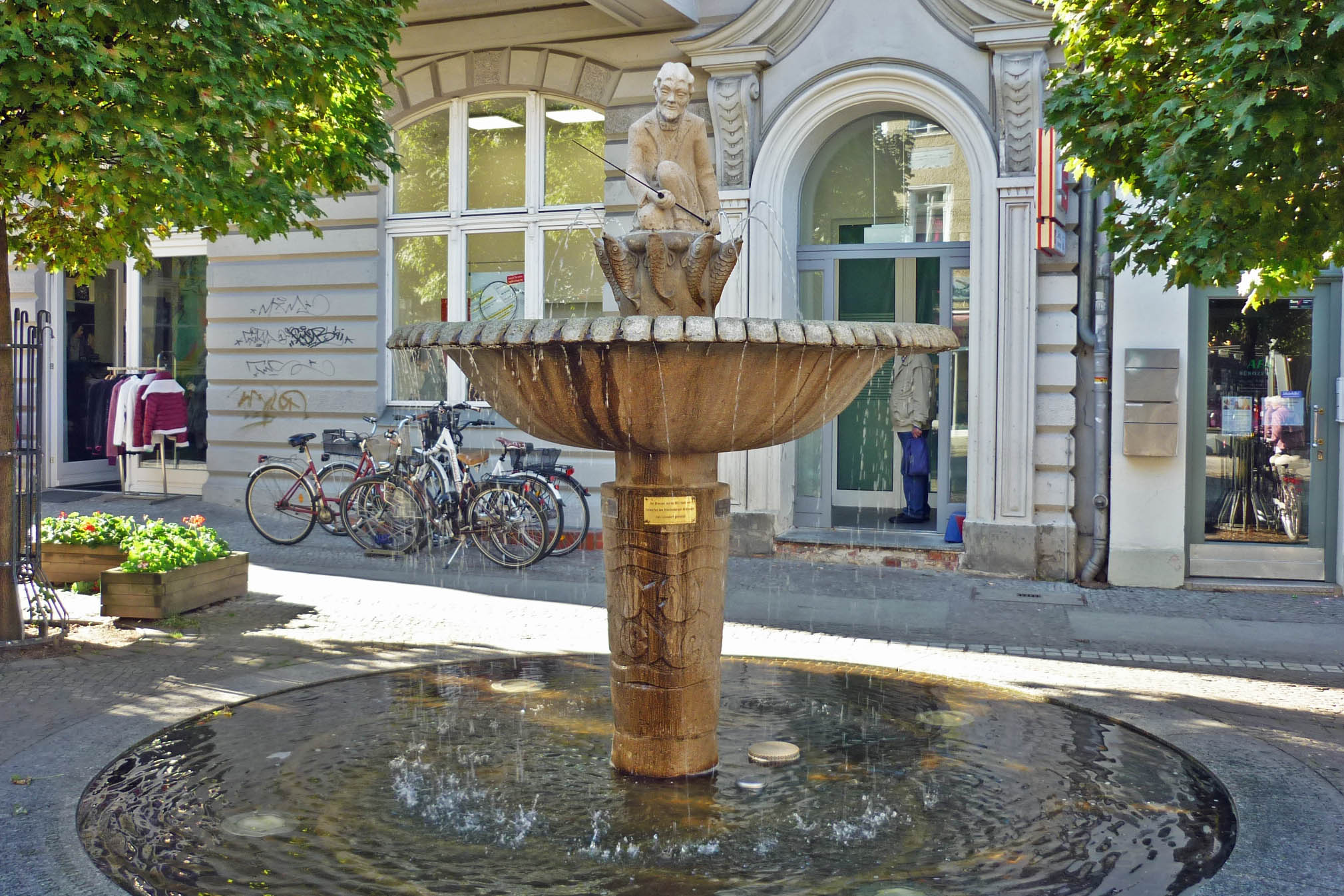
Fontän i Brandenburg an der Havel som föreställer Fritze Bollmann

Fritze Bollmann, egentligen Johann Friedrich Andreas Bollmann, född 5 januari 1852 i Salbke, idag del av Magdeburg, död 7 maj 1901 i Brandenburg an der Havel, var en tysk frisör som mot sin vilja blev ett original i regionen.
Han flyttade 1875 till Brandenburg an der Havel och var där sedan 1886 aktiv som frisör. Bland annat på grund av personlig bekymmer när 8 av hans 11 barn dog och på grund av dålig finansiell framgång syntes han allt oftare i barlokalen. Berusad vandrade han genom staden och ortens barn började dikta skämtsång. Bollmann kapsejsade dessutom med sitt kanot på sjön intill staden. Han försökte förbjuda skämtsångens text på ett vykort och han dog 1901 som en fattig man.
Bildhuggaren Carl Lühnsdorf skapade 1924 en fontän som beskriver historien. Stadens förvaltning instiftade 2003 ett pris uppkallat efter Bollmann som utdelas till förtjänstfulla medborgare.